# 나날

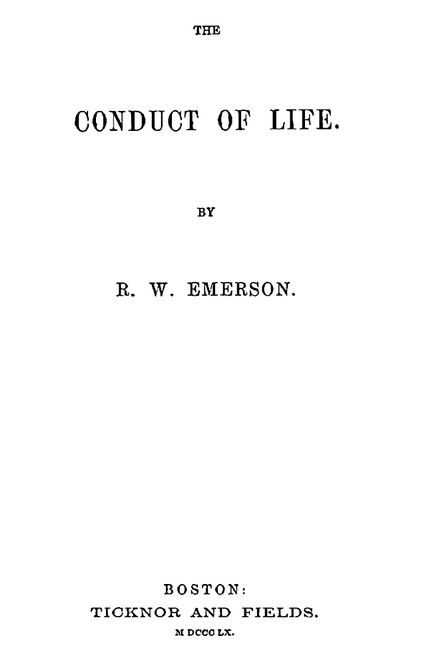

나날 ( 영어: The Conduct of Life ) 은 랠프 월도 에머슨이 쓴 에세이 모음집으로 1860년에 출판되었고, 1876년에 수정본이 나왔다. 이 책에서 그는 "시간의 문제" 와 "어떻게 살 것인가?" 에 대해 답하였으며, 총 9개의 수필과 한 편의 시가 맨 앞부분에 실려있다. 에세이는 대부분 그가 전국을 돌아다니며 강연했던 내용이고 특히, 젋은 상인 앞에서 교육 부흥 때 강연하였던 내용도 있다. 이 에세이는 후에 프리드리히 니체에도 영향을 주었다.
해럴드 블룸이 이 책을 에머슨의 가장 훌륭한 작품으로 평가하고 미국인을 위한 그의 마지막 중요한 작품으로 평하였다.

## 내용

### 운명
자유의지와 섭리라는 두 개념은 하나의 영역 안에 존재하며 동등하게 도움을 주는 능력을 표현한다.

### 권력(힘)
인생은 힘을 추구하는 것이다.

### 부
부유한 개인이라 문화적으로 생산적이고 사회에서 유능하게 교육 받은 개인을 말한다.

### 문화
문화는 사회 공동체의 문맥 안에서 뿐만 아니라 개인의 차원에서도 같이 이해되어야 한다.

### 행동
개인의 행동과 매너는 개인이 밖으로 드러나는 움직임이다.

### 예배
예배는 종교적인 믿음에만 국한 되지 않고 지성, 건강, 아름다움에도 관련이 있다. 사람 전체는 문화적인 것이며 그것을 꽃피우고 완전케 하는 것은 종교 또는 예배 일 가능성이 있다.